# برنامج محطة الفضاء الدولية
يرتبط مشروع محطة الفضاء الدولية بمجموعة معقدة من الاتفاقيات القانونية، والمالية، والسياسية بين خمس عشرة دولة مشاركة في هذا المشروع، والتي تسيطر على ملكية المكونات المختلفة للمحطة، وحقوق اختيار الطاقم واستخدام المحطة، ويقع على عاتقها مسؤولية تبديل الطاقم وإعادة تزويد محطة الفضاء الدولية بالإمدادات. تربط هذه الاتفاقيات بين وكالات الفضاء الخمس مع بعضها ومع برامج محطة الفضاء الدولية التابعة لها وتتحكم بكيفية تفاعلها مع بعضها البعض بشكل يومي على أساس الحفاظ على عمليات المحطة، من مراقبة حركة مركبات الفضاء من وإلى المحطة، والاستفادة من الفضاء ووقت الطاقم في المحطة. رشحت مجلة أسبوع الملاحة وتقنية الفضاء في مارس عام 2010 مدراء برنامج محطة الفضاء الدولية من الوكالات الخمس الشريكة في المحطة لجائزة لوريت عن فئة الفضاء، وقد ربح برنامج ناسا لمحطة الفضاء كأس كولير في عام 2009

## الجوانب القانونية

### اتفاقية 1998
إنّ الهيكل القانوني الذي ينظّم المحطة متعدد الطبقات. إنّ الطبقة الأساسية التي تعين الالتزامات والحقوق بين الشركاء في محطة الفضاء الدولية هي الاتفاقية الحكومية لمحطة الفضاء ( آي جي إيه)، وهي مُعاهدة دولية وُقِّعت في 28 يناير من عام 1998 بمشاركة خمس عشرة حكومة مُشتركة في مشروع محطة الفضاء. الدول المشاركة في محطة الفضاء الدولية هي كندا، واليابان، وروسيا الاتحادية، والولايات المتحدة الأمريكية، بالإضافة إلى أحد عشر عضوًا في وكالة الفضاء الأوروبية (بلجيكا، والدنمارك، وفرنسا، وألمانيا، وإيطاليا، وهولندا، والنرويج، وإسبانيا، والسويد، وسويسرا، والمملكة المتحدة). إنّ الغرض من الخطوط العريضة للمادة رقم1 هو:
هذه الاتفاقية عبارة عن إطار تعاوني دولي طويل الأمد مبني على أسس الشراكة الصادقة، تبيّن التصميم، والتطوير، والتشغيل، والاستخدام المفصّل لمحطة الفضاء المدنية المأهولة بشكل دائم من أجل أغراض سلمية، بما يتوافق مع القانون الدولي.
وضعت آي جي إيه الأساس للطبقة الثانية من العقود (الاتفاقات) بين الشركاء بما يُشار إليه ‹‹مذكرة التفاهم›› (إم أو يو إس)، ويوجد أربع مذكرات تفاهم بين ناسا والشركاء الأربعة الآخرين. لا يوجد هنالك مذكرات تفاهم بين وكالة الفضاء الأوروبية، روسكوسموس، ووكالة الفضاء الكندية، وجاكسا لأنّ ناسا هي المدير المعيّن لمحطة الفضاء الدولية. تُستخدم مذكرات التفاهم لوصف أدوار ومسؤوليات الشركاء بالمزيد من التفصيل.
تتألف الطبقة الثالثة من عقود تعاقدية للمقايضة أو التعامل مع حقوق وواجبات الشركاء، بما في ذلك اتفاقية الإطار التجاري عام 2005 بين ناسا وروسكوزموس التي تحدد الشروط والأحكام التي تحصل ناسا بموجبها على أماكن (مقاعد) على متن مركبات سويوز الناقلة للطواقم وسعة للشحن على متن الناقلات التجارية بروغريس.
تنفّذ الطبقة القانونية الرابعة من الاتفاقيات وتكمّل مذكرات التفاهم الأربعة. أبرزها هي قاعدة السلوك الخاصة بمحطة الفضاء الدولية، والتي تعرض الولاية القضائية الجنائية، ومكافحة التحرش وبعض قوانين السلوك الأخرى الخاصة بأفراد طاقم محطة الفضاء الدولية. وقد أُعدت هذه الطبقة القانونية عام 1998.

### الاستخدام
لا توجد نسبة محددة للملكية في محطة الفضاء الدولية. بل تنص المادة الخامسة من آي جي إيه أن تحتفظ كل دولة شريكة بالسيطرة والتحكم على العناصر المُسجلة لها وعلى الأفراد الموجودين في المحطة والذين ينتمون إلى هذه الدولة الشريكة. لذلك يحتفظ كل شريك بالملكية الفردية لوحدة من محطة الفضاء الدولية. وتبقى رغم هذا اتفاقيات استخدام مرفقات محطة الفضاء الدولية أكثر تعقيدًا.
تتكون المحطة من قسمين، القسم المداري الروسي (أر أو إس)، والقسم المداري الأمريكي (يو إس أو إس).
- القسم المداري الروسي (معظمه ملكية روسية، ما عدا وحدة زاريا)[5]
  - زاريا: المكوّن الأول من محطة الفضاء الدولية، روسية الصنع، وممولة بواسطة الولايات المتحدة الأمريكية (لذلك هي ملك للولايات المتحدة الأمريكية).
  - زييزدا: المركز التشغيلي من القسم الروسي، ومكان المعيشة (السكن)، وهو ملكية روسية.
  - بيرس: قسم غرفة الضغط، والالتحام (رسو مركبات الفضاء)، وهو ملكية روسية.
  - بويسك: وهو القسم الاحتياطي للقسم بيرس، وأيضًا ملكية روسية.
  - راسييت: وهو قسم التخزين، والالتحام، وهو ملكية روسية
- القسم المداري الأمريكي (وهو مزيج من الملكية الأمريكية والدولية)
  - كولومبوس: 51% منه ملك لوكالة الفضاء الأوروبية، و46.7% خاص بناسا، و2.3% لوكالة الفضاء الكندية.[6]
  - كيبو: 51%  ملك لجاكسا، و46.7% لناسا، ، و2.3% لوكالة الفضاء الكندية.[7]
  - ديستني: 97.7 ملك لناسا، و2.3% لوكالة الفضاء الكندية.[8]
  - يُقسّم وقت الطاقم، والطاقة الكهربائية وحقوق الحصول على خدمات الدعم (مثل رفع البيانات وتحمليها والاتصالات) إلى 76.6% لناسا، و12.8% لجاكسا، و8.3% لوكالة الفضاء الأوروبية، و2.3% لوكالة الفضاء الكندية.

## عمليات البرنامج

### البعثات
تتألف الرحلات ذات المدة الطويلة إلى محطة الفضاء الدولية من بعثات. يبلغ متوسط مدة البعثة نصف عام، وبعد ذلك تبدأ البعثة بالتسليم الرسمي للمحطة من قائد البعثة إلى قائد البعثة الأخرى. تألفت البعثات من 1 إلى 6 من طاقم مكون من ثلاثة أفراد، ولكن قُلص عدد أفراد البعثة إلى اثنين بعد كارثة مكوك الفضاء كولومبيا من البعثة رقم 7 إلى 12. أُعيد عدد أفراد الطاقم إلى ثلاثة في البعثة رقم 13. ومع أنّ أفراد الطاقم الذين يبقون في المحطة هم ثلاثة فقط، تألفت العديد من البعثات مثل البعثة 16 من عدد رواد فضاء وصل إلى 6. كان هنالك فقط ثلاثة أفراد عاملين في أي وقت على متن المحطة، وقد تم تبديل واحد من ‹‹المقاعد›› خلال الرحلات المنفصلة.
وسعت المهمة إس تي إس-115 حجم غرفة المعيشة وإمكانيات المحطة حتى يمكنها استضافة طاقم من ستة أفراد. كانت البعثة 20 هي البعثة الأولى إلى محطة الفضاء الدولية التي تحمل 6 أفراد. نُقل طاقم البعثة 20 إلى محطة الفضاء في رحلتين منفصلتين لمركبة سويوز تي إم إيه أُطلقتا في وقتين مختلفين (حملت كل واحدة من الرحلات ثلاثة أفراد فقط): أُطلقت سويوز تي إم إيه-14 في 26 مارس من عام 2009 أمّا سويوز تي إم إيه-15 فأُطلقت في 27 مايو من عام 2009. لكن لم يشغل ستة أفراد المحطة بشكل دائم طول العام. على سبيل المثال، عندما عاد الأفراد (رومان رومانينكو، وفرانك دي وين، وروبرت ثيرسك) إلى الأرض في نوفمبر عام 2009، كان هنالك فقط اثنين من الأفراد (جيفري وليامز وماكسيم سوراييف) على متن محطة الفضاء لمدة أسبوعين. وقد زاد هذا العدد إلى خمسة أفراد في أوائل ديسمبر عندما سافر أوليغ كوتوف وتيموثي كريمر وسويتشي نوجوتشي إلى المحطة على متن مركبة سويوز تي إم إيه-17. وقد انخفض هذا العدد إلى ثلاثة عندما غادر ويليامز وسوراييف في مارس عام 2010، وعاد ليرتفع إلى ستة أفراد في أبريل 2010 مع وصول سويوز تي إم إيه-18 حاملةً معها ألكسندر سكفورتسوف وميخائيل كورنيينكو وتريسي دايسون.
تعد محطة الفضاء الدولية أكثر مركبة فضائية تمت زيارتها في تاريخ رحلات الفضاء. إذ وصل عدد زوارها في 9 أكتوبر في عام 2015 إلى 220 زائر. من جهة أخرى، بلغ عدد زوار المحطة الفضائية مير 137 زائر (104 من الأشخاص المختلفين).